# جشنواره دو جهان
جشنواره دو جهان (ایتالیایی: Festival dei Due Mondi) جشنواره هنری سالانه است که تابستان‌ها در اسپولتو در ایتالیا برگزار می‌شود. جان کارلو منوتی آن را در ۱۹۵۸ پایه‌گذاری کرد. این جشنواره شامل طیف گسترده‌ای از کنسرت، اپرا، رقص، نمایش و هنرهای تصویری است.
دلیل نام‌گذاری به جشنواره دو جهان این است که قصد پایه‌گذار آن قرار دادن فرهنگ اروپایی و آمریکایی در کنار یکدیگر بوده‌است. هم‌تراز جشنواره دو جهان، جشنواره‌ای در چارلستون، کارولینای جنوبی برگزار می‌شود.
پس از مرگ جان کارلو منوتی، دولت ایتالیا، وزارت فرهنگ این کشور را مسئول حفاظت و برگزاری منظم این فستیوال کرد.